# Xã Willow, Quận Monona, Iowa
Xã Willow (tiếng Anh: Willow Township) là một xã thuộc quận Monona, tiểu bang Iowa, Hoa Kỳ. Năm 2010, dân số của xã này là 91 người.